# Edson Machado de Sousa
Edson Machado de Sousa (Ponta Grossa, 18 de fevereiro de 1940 - Brasília, 21 de junho de 2018) foi um matemático, professor e político brasileiro.
Foi secretário da Ciência e Tecnologia, com prerrogativas de ministro, no governo Fernando Collor de Mello, de 21 de agosto de 1991 a 1 de abril de 1992.
Foi agraciado com a grã-cruz da Ordem Nacional do Mérito Científico.